# Estádio Municipal Gerino de Souza Filho

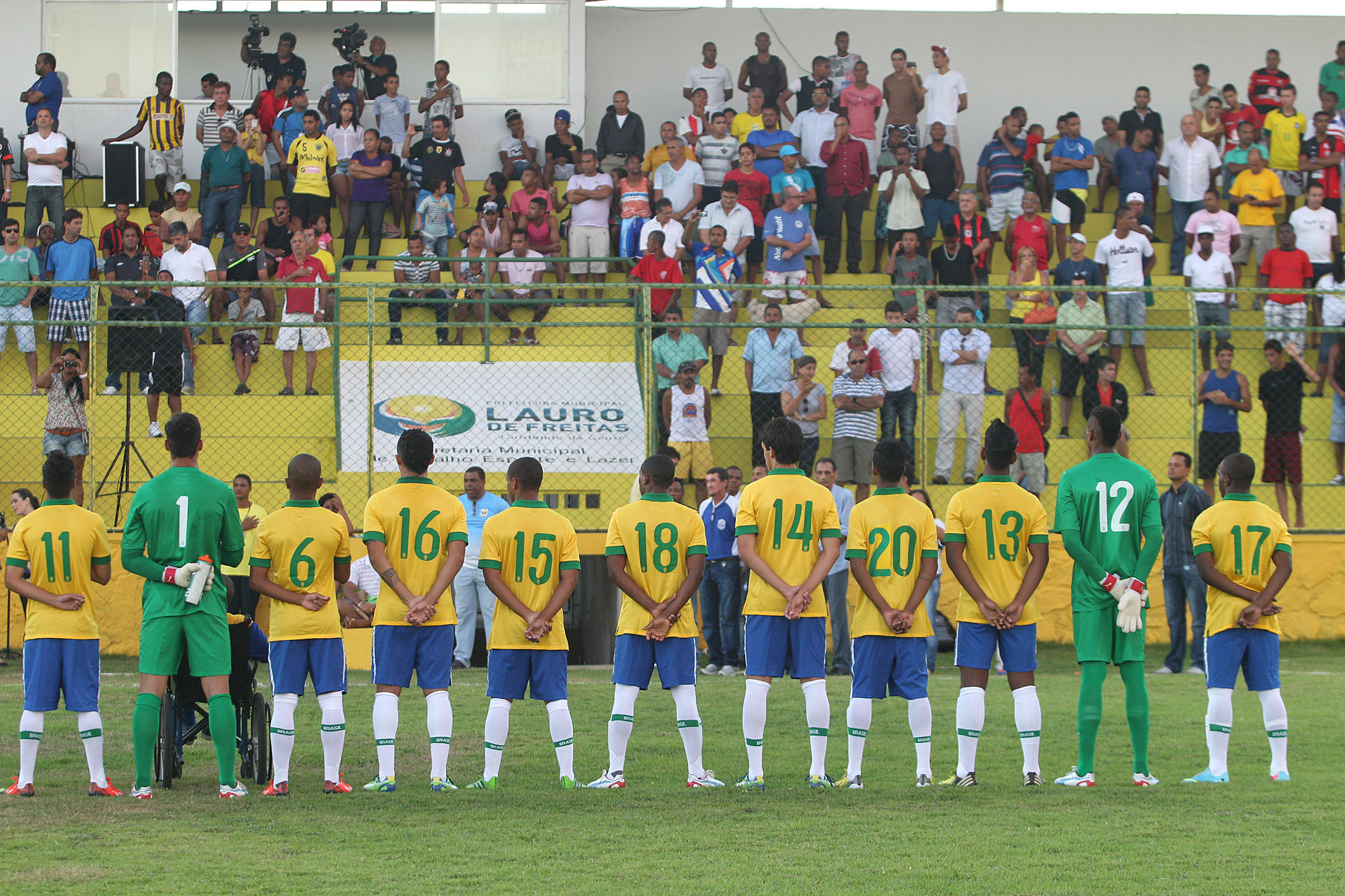
Jogadores da Seleção Brasileira de Futebol Sub-17 perfilados antes da final da Copa 2 de Julho, realizada no estádio em 2013 contra o EC Bahia.

O Estádio Municipal Gerino de Souza Filho, também conhecido como Estádio Municipal de Lauro de Freitas, é um estádio de futebol localizado no município de Lauro de Freitas, estado da Bahia, e possui capacidade para 2.000 espectadores.